# Kut-e Seyyed Na`im
Kut-e Seyyed Na`im o Kūt Sayyedna'īm (farsi كوت سيدنعيم) è una città dello shahrestān di Dasht-e-Azadegan, circoscrizione Centrale, nella provincia del Khūzestān. Aveva, nel 2006, una popolazione di 4.734 abitanti.